# Elections Cameroon
Elections Cameroon (ELECAM) est un organisme public créé en 2006, chargé d'organiser, de gérer et de superviser le processus électoral et référendaire au Cameroun. Cet organisme remplace le ministère de l'Administration territoriale (MINAT) et l'Observatoire national des élections (ONEL). 

## Histoire
En décembre 2006, ELECAM est créé par le président Paul Biya après consultation des dirigeants des partis politiques, de la société civile, du clergé et des partenaires publics et privés.
Le 25 août 2010, le directeur général des élections, Mohaman Sani Tanimou, annonce qu'ELECAM a commencé à enregistrer les électeurs à partir de « la deuxième quinzaine d'août » en vue de l'élection présidentielle de 2011.

## Organisation

### Organes
ELECAM comprend deux organes : 
- Le Conseil électoral, qui veille au respect de la loi électorale par tous les intervenants de manière à assurer la régularité, l’impartialité, l’objectivité, la transparence et la sincérité des scrutins[5] ;
- La Direction général des élections, qui dispose des structures d'appui et de démembrements territoriaux aux niveaux régional, départemental et communal. Elle est chargée de la préparation et de l’organisation matérielle des opérations électorales et référendaires, sous l’autorité du Conseil électoral[6].

## Critiques
Le 30 décembre 2008, le président Paul Biya nomme les 12 membres du Conseil électoral d'ELECAM, ce qui déclenche une vague de protestations parmi l'opposition camerounaise, menée par le Front social démocrate (FSD), qui dépose une requête auprès de la Cour suprême afin que ces membres soient révoqués au motif qu'ils sont d'anciens membres du Rassemblement démocratique du peuple camerounais (RDPC), le parti au pouvoir. De plus, le principal parti d'opposition annonce à Bamenda, dans la région du Nord-Ouest, qu'il n'y aurait plus d'élections au Cameroun tant qu'ELECAM ne serait pas dissout. En outre, le FSD appelle les partenaires de développement du Cameroun, l'Union européenne et le Commonwealth, qui soutiennent le processus électoral du pays, à cesser de le financer. Face à la controverse, les membres du RDPC qui avaient récemment rejoint ELECAM quittent leur parti.